# Навички навчання
Навички  навчання (академічні навички, стратегії навчання) - це підходи до навчання. Вони, як правило, мають велике значення для успіху в школі, вважаються необхідними для отримання гарних оцінок, і корисними для навчання впродовж життя.
Навички навчання - це набір навичок, що стосуються процесу організації і засвоєння нової інформації, збереження інформації і підготовки до іспитів. До них входять мнемоніки, які допомагають при пригадуванні масивів інформації, ефективне читання, методи концентрації і ефективне конспектування.
Хоча переважно засвоєння цих навичок покладається на студента та його оточення, навички навчання все частіше викладають в школі і на університетському рівні.
У більш широкому сенсі, будь-які навички, які підвищують здатність людини вчитися, зберігати і пригадувати інформацію, які допомагають в  складанні іспитів можна назвати навичками навчання, і це може включати в себе керування часом і методи мотивації.
Навички навчання є окремими методами, яких можна навчитись, як правило, протягом короткого часу, і застосовувати до всіх або більшості навчальних предметів. Тому їх розглядають окремо від  стратегій, які є специфічними для конкретного предмету (наприклад, музики або технології), а також від здібностей властивих студенту, таких як інтелект або стиль навчання.

## Зноски
1. ↑  Contributions of Study Skills to Academic Competence. Educational Resources Information Center. ISSN 0279-6015. Архів оригіналу за 15 червня 2010. Процитовано 12 грудня 2016.
2. ↑  Bremer, Rod. The Manual: A Guide to the Ultimate Study Method (вид. Second). Fons Sapientiae Publishing. ISBN 978-0993496424.
3. ↑  http://weblearn.ox.ac.uk/site/colleges/seh/freshinfo/vs/StudySkills2008b.pdf [Архівовано 19 березня 2009 у Wayback Machine.]